# Šumnik (Želimeljščica)
Šumnik je levi povirni pritok Granjevice, ki predstavlja povirje potoka Želimeljščica. Želimeljščica se severno od Iga kot desni pritok izliva v reko Iščico, ki se nato izliva v Ljubljanico.